# Gourav Baliyan
Gourav Baliyan (Shoron, 1º ottobre 2001) è un lottatore indiano, specializzato nella lotta libera.

## Palmarès
- Campionati asiatici

Nuova Delhi 2020: argento nei 79 kg.
Ulan Bator 2022: argento nei 79 kg.
- Giochi dell'Asia meridionale

Janakpur 2019: oro nei 74 kg.